# Алейський процес
Алейський процес — судова розправа над лідерами національно-визвольного руху Сирії, Лівану та Палестини організована за вказівкою Ахмеда Джемаль-паші — турецького намісника в сирійських вілаєтах в часи Першої світової війни. Навесні 1916 були арештовані головні діячі арабського національного руху, всього близько 250 людей, більшість з яких судили в ліванському містечку Алеї. понад сотню звинувачених присудили до страти, інших до тривалих термінів ув’язнення чи до пожиттєвого заслання. 6 травня 1916 року були повішені найвидатніші арабські лідери. Внаслідок репресій проведених після цього було розгромлено більшість арабських національних організацій в Сирії, Лівані та Палестині.